# Грачёв, Денис Валерьевич
Денис Валерьевич Грачёв (род. 18 января 1992 г., Владивосток, Приморский край) — мастер спорта по бадминтону с 2010 года. Неоднократный призёр Кубка России и Чемпионата России. Бронзовый и серебряный призёр командного Чемпионата  Европы в составе сборной России. Бронзовый призёр командного чемпионата мира среди студентов. Неоднократный победитель Кубка Европейских Чемпионов в составе клуба «Приморье». Член юношеской Сборной России с 2005 по 2010 год, и с 2010 по 2021 год — член основной сборной России по бадминтону.

## Биография
Родился во Владивостоке 18 января 1992 г. Получил средне-специальное образование по специальности «Педагог по физической культуре и спорту».
С 2014 по 2017 г. обучался в Школе искусства, культуры и спорта Дальневосточного федерального университета по направлению «Физическая культура для лиц с отклонениями в состоянии здоровья (адаптивная физическая культура)». Тема его выпускной квалификационной работы: «Адаптация к физическим нагрузкам часто болеющих детей младшего школьного возраста на занятиях бадминтоном». Имеет дополнительное образование — «Инженер по охране труда».
В настоящее время работает тренером по бадминтону в Москве.

## Спортивная карьера
Во Владивостоке занимался у В.А. Ларченко и выступал за команду «Приморье».
В 2010 г. вместе со своей партнёршей занял 2 место на  Cyprus International по бадминтону.
В 2011 г. в смешанных командах на чемпионате Европы по бадминтону среди юниоров 2011 European Junior Badminton Championships занял 2 место.
Затем выиграл путевку на Универсиаду-2013, которая состоялась в 2013 г. в Казани. Это почётное право он получил по результатам чемпионата страны среди студентов по бадминтону, где стал бронзовым призёром. В соревнованиях принимали участие студенты из Нижнего Новгорода, Москвы, Санкт-Петербурга, Перми, Новосибирска, Саратова, Казани, Самары, Ульяновска, Чебоксар, Пензы.

Денис Грачёв на Чемпионате России по бадминтону, 2014 г.

В 2014 году стал победителем Чемпионата России по бадминтону среди студентов в одиночном и парном разрядах. В Чемпионате России по бадминтону среди студентов участвовало порядка 100 спортсменов из 15 регионов страны, которые представляли около 40 вузов. В финале личного этапа в мужском одиночном разряде встретились Денис Грачёв и Вадим Новосёлов из Саратова. В двух партиях студент ДВФУ одержал победу со счетом 21:12 и 21:15. В мужском парном разряде в финале Денис Грачёв вместе с москвичом Николаем Матазовым переиграли пару Михаила Локтева и Вадима Новосёлова со счётом 21:12 и 21:17.
Позже в Екатеринбурге Денис Грачёв стал победителем в одиночном разряде на Всероссийском турнире по бадминтону памяти Валентина Фролова. Эти традиционные соревнования являются одним из этапов серии «А» Гран-при России. Турнир, который прошёл в Екатеринбурге 21-23 февраля, объединил более сотни сильнейших спортсменов из 15 регионов страны. Также в 2014 г. вместе с Артёмом Карповым стал победителем Литовского международного турнира Lithuanian International.
В 2015 г. стал бронзовым призёром Кубка России по бадминтону в одиночном разряде.
2016 г.: 
- Победитель Бахрейнского международного турнира по бадминтону[9].
- Победитель Литовского международного турнира по бадминтону.[10]

В 2017 г. студенты Школы искусства, культуры и спорта Дальневосточного федерального университета (ДВФУ) Наталья Рогова и Денис Грачёв заняли первое место на Чемпионате России среди студентов по бадминтону. В этом же году Денис Грачёв стал победителем Brazil International.
В составе сборной России в 2020 г. завоевал бронзу в командном чемпионате Европы среди мужчин и женщин 2020 European Men's and Women's Team Badminton Championships.